# William M. Gwin
William McKendree Gwin, född 9 oktober 1805 i Sumner County, Tennessee, död 3 september 1885 i New York, New York, var en amerikansk demokratisk politiker. Han representerade delstaten Mississippi i USA:s representanthus 1841-1843 samt delstaten Kalifornien i USA:s senat 1850-1855 och 1857-1861.
Gwin studerade medicinsk vetenskap vid Transylvania University. Han utexaminerades 1828 och arbetade sedan som läkare i Clinton, Mississippi fram till 1833 då han blev US Marshall. Gwin blev invald i representanthuset i kongressvalet 1840. Han kandiderade inte till omval två år senare.
Gwin flyttade 1849 till Kalifornien i samband med guldrushen. Kalifornien blev sedan USA:s 31:a delstat och till de två första senatorerna valdes Gwin och John C. Frémont. Delstatens lagstiftande församling lyckades inte med att välja en efterträdare åt Gwin år 1855. Demokraterna i Kalifornien var länge splittrade i frågan och dödläget gynnade populistiska knownothings. Till sist fick Gwin tillträda på nytt som senator i januari 1857. Han efterträddes 1861 av James A. McDougall.
Gwins grav finns på Mountain View Cemetery i Oakland, Kalifornien.